# العلاقات الغواتيمالية الكولومبية
العلاقات الغواتيمالية الكولومبية هي العلاقات الثنائية التي تجمع بين غواتيمالا وكولومبيا.

## مقارنة بين البلدين
هذه مقارنة عامة ومرجعية للدولتين:
| وجه المقارنة                                              | غواتيمالا       | كولومبيا        |
| --------------------------------------------------------- | --------------- | --------------- |
| المساحة (كم2)                                             | 108.89 ألف      | 1.14 مليون      |
| عدد السكان (نسمة)                                         | 17.26 مليون     | 49.07 مليون     |
| الكثافة السكانية (ن./كم²)                                 | 158.51          | 43.04           |
| العاصمة                                                   | غواتيمالا       | بوغوتا          |
| اللغة الرسمية                                             | اللغة الإسبانية | اللغة الإسبانية |
| العملة                                                    | كتزال غواتيمالي | بيزو كولومبي    |
| الناتج المحلي الإجمالي (بليون دولار)                      | 75.62 مليار     | 309.19 مليار    |
| الناتج المحلي الإجمالي (تعادل القوة الشرائية) بليون دولار | 126.21 مليار    | 724.96 مليار    |
| الناتج المحلي الإجمالي الاسمي للفرد دولار أمريكي          | 3.90 ألف        | 7.60 ألف        |
| الناتج المحلي الإجمالي للفرد دولار أمريكي                 | 7.45 ألف        | 13.36 ألف       |
| مؤشر التنمية البشرية                                      | 0.627           | 0.720           |
| رمز المكالمات الدولي                                      | +502            | +57             |
| رمز الإنترنت                                              | .gt             | .co             |
| المنطقة الزمنية                                           | 00              | 00              |

## منظمات دولية مشتركة
يشترك البلدان في عضوية مجموعة من المنظمات الدولية، منها:
| علم المنظمة | اسم المنظمة                                                          | تاريخ انضمام غواتيمالا | تاريخ انضمام كولومبيا |
| ----------- | -------------------------------------------------------------------- | ---------------------- | --------------------- |
|             | وكالة ضمان الاستثمار متعدد الأطراف                                   | 11 يوليو 1996          | 30 نوفمبر 1995        |
|             | منظمة الشرطة الجنائية الدولية                                        | ?                      | ?                     |
|             | منظمة حظر الأسلحة الكيميائية                                         | ?                      | ?                     |
|             | الاتحاد البريدي العالمي                                              | ?                      | ?                     |
|             | منظمة التجارة العالمية                                               | ?                      | ?                     |
|             | الأمم المتحدة                                                        | 21 نوفمبر 1945         | 5 نوفمبر 1945         |
|             | مؤسسة التمويل الدولية                                                | 20 يوليو 1956          | 20 يوليو 1956         |
|             | يونسكو                                                               | 2 يناير 1950           | 31 أكتوبر 1947        |
|             | مؤسسة التنمية الدولية                                                | 27 أبريل 1961          | 16 يونيو 1961         |
|             | بنك أمريكا الوسطى للتكامل الاقتصادي ‏                                 | ?                      | ?                     |
|             | البنك الدولي للإنشاء والتعمير                                        | 28 ديسمبر 1945         | 24 ديسمبر 1946        |
|             | المنظمة الهيدروغرافية الدولية                                        | ?                      | ?                     |
|             | وكالة حظر الأسلحة النووية في أمريكا اللاتينية ومنطقة البحر الكاريبي ‏ | ?                      | ?                     |
|             | المركز الدولي لتسوية المنازعات الاستشارية                            | 20 فبراير 2003         | 14 أغسطس 1997         |
|             | الاتحاد الدولي للاتصالات                                             | 10 يوليو 1914          | 25 أغسطس 1914         |

## وصلات خارجية
- موقع وزارة الخارجية الغواتيمالية
- موقع وزارة الخارجية الكولومبية